# Нифлхайм
Нифлхайм (Нифелхайм, Нифлхейм, Нивлхейм; на нордически: Niflheimr, Niflheim — дом, свят на мъглите) — един от деветте свята в скандинавската митология, един от първите светове, земя на ледове и мъгли, местообитание на ледените великани. По-късно възприеман като един от подземните светове, царство на мъртвите, управлявано от Хел, където отиват душите на тези, които не са умрели достойно. Царството на Хел, т. нар. Хелхайм, се намира в най-ниската част на Нифлхайм.
Страна на студа и мъглата, Нифлхайм е един от първите светове в първичната празнина Гинунгагап заедно с Муспелхайм —- далечната страна на огъня. В средата ѝ се намира изворът Хвергелмир, от който водят началото си единадесет реки с ледена вода, известни като Еливагар (Élivågor), чиито води с трясък изтичат в Гинунгагап. Студът превръща водата в лед и северната част на Гинунгагап се изпълва с лед и скреж, които бавно се придвижват към Муспелхайм. При срещата на леда с горещината от Муспелхайм, той започва да се топи; искрите излитащи от страната на огъня се смесват с топящия се лед и му вдъхват живот. Така се появява първото живо същество — великанът Имир.